# Słuchowe potencjały wywołane pnia mózgu

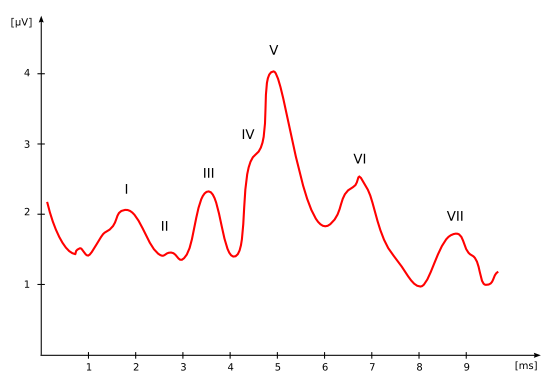
Zapis słuchowych potencjałów wywołanych pnia mózgu

Słuchowe potencjały wywołane pnia mózgu, BAEP (od ang. brainstem auditory evoked potentials), ABR (od ang. auditory brainstem response) – zjawiska elektryczne powstające w mózgu, będące odpowiedzią na bodziec dźwiękowy.
Rejestracja słuchowych potencjałów wywołanych pnia mózgu wykorzystywana jest jako obiektywna metoda diagnostyczna, pozwalająca na ocenę progu słyszenia, różnicowanie zaburzeń słuchu, a także monitorowanie funkcji nerwu słuchowego i pnia mózgu w czasie zabiegów otoneurologicznych.

## Metoda rejestracji
Do zbierania sygnałów używa się trzech elektrod: aktywnej – umieszczanej na szczycie głowy lub czole pacjenta, odniesienia – przytwierdzonej do wyrostka sutkowatego lub płatka ucha po stronie badanej oraz uziemiającej zlokalizowanej na wyrostku sutkowatym lub płatku ucha po stronie przeciwnej.

## Zapis
Pojawia się w ciągu dziesięciu milisekund po podaniu bodźca. W sygnale ABR wyróżnia się siedem fal (załamków), numerowanych cyframi rzymskimi.
- Fala I pojawia się po czasie około 1,9 ms i pochodzi z części dystalnej nerwu słuchowego
- Fala II pojawia się po około 3 ms i pochodzi proksymalnej części nerwu słuchowego
- Fala III pojawia się po około 4 ms i pochodzi z jąder ślimakowych
- Fale IV powstająca w zespole oliwki górnej i V (często trudno jest je rozdzielić) pojawiają się po około 5,2-6 ms i pochodzą ze wstęgi bocznej oraz wzgórka dolnego pokrywy śródmózgowia. Fala V jest najważniejsza ze wszystkich, ponieważ występuje nawet dla bardzo małych bodźców i u wszystkich ludzi.
- Fala VI pojawia się po około 7,6 ms i pochodzi z ciała kolankowatego przyśrodkowego wzgórza
- Fala VII pojawia się po około 9 ms i pochodzi z promienistości słuchowej w kresomózgowiu

Amplituda i miejsce występowania poszczególnych fal nie zależy od siły bodźca, ani od stanu czuwania i snu.

Przeczytaj ostrzeżenie dotyczące informacji medycznych i pokrewnych zamieszczonych w Wikipedii.